# Hirvensalmi
Hirvensalmi es un municipio de Finlandia. Se localiza en la provincia de Finlandia Oriental y es parte de la región de Savonia del Sur. El municipio tiene una población de 2,305 habitantes (2015) y cubre un área de 746.58 km² de los cuales 281.2 km² son agua. La densidad de población es de 4.95 habitantes por kilómetro cuadrado.
Sus municipios vecinos son: Joutsa, Kangasniemi, Mikkeli, Mäntyharju y Pertunmaa.
A menudo se dice que Hirvensalmi es un municipio isla. La mayoría de personas viven en el continente, pero algunos viven en islas. La mayoría de las islas sólo son habitadas durante las vacaciones de verano, cuando turistas vienen principalmente del sur de Finlandia. En el norte el Lago Puula delimita la frontera entre Hirvensalmi y Kangasniemi, y al oeste el lago Suontee lo separa de Joutsa.
El idioma oficial del municipio es el finés

## Villas
Hirvenlahti, Hirvensalmi, Hämeenmäki, Kekkola, Kilkki, Kissakoski, Kotkatvesi, Kuitula, Lahnaniemi, Lelkola, Malvaniemi, Monikkala, Noitti, Pääskynsaari, Suonsalmi, Syväsmäki, Vahvamäki, Vahvaselkä, y Väisälä.